# ノヴォシビルスク市電
ノヴォシビルスク市電は、ロシア連邦の都市・ノヴォシビルスク市内を走る路面電車。2020年現在はオビ川を挟んだ2つの路線網が存在し、トロリーバスと共にノヴォシビルスク市の地方自治体企業（МКП）であるゴルエレクトロトランスポート（ГЭТ、Горэлектротранспорт）によって運営されている。

## 歴史
ノヴォシビルスク市電最初の系統は、1934年11月26日に開通したノヴォシビルスク駅と市内中心部を結ぶ全長4.2 kmの路線であった。翌1935年には第二の路線が開通した事で全長は12 kmとなり、それ以降も延伸を重ねた事で1940年には全長24 km、車両数60両の規模に成長した。第二次世界大戦（大祖国戦争）中は他都市と同様に路面電車は重要な戦略的輸送手段とみなされたが、その結果整備もままならない状況での酷使が続き、それらを戦前の状態へ復元するためには長い時間を費やした。
復興が一段落した1950年代初頭、ノヴォシビルスク市電は再び路線網の拡大が始まり、それまでオビ川を挟んで東西に分断されていた路線網が1955年に建設されたオクチャブリスキー橋（Октябрьского моста）に建設された併用軌道によって繋がった。車両についても1951年以降は従来の2軸車よりも大型のボギー車の導入が始まり、1960年代には速度制御に運転手の負担が軽減される間接制御方式を導入したタトラK2（2車体連接車）やRVZ-6が登場し、後者は2007年まで定期運転に使用された。1975年の時点でノヴォシビルスク市電は営業キロ181.19 km、車両数470両となり、4箇所の車庫を有する大規模な路線網となっていた。
だが、1980年代以降はノヴォシビルスク地下鉄の開通や採算性の問題などにより路面電車網は縮小を始め、市内中心部の系統の廃止が相次いだ。更に1990年代初頭にはオクチャブリスキー橋に存在していた併用軌道が撤去された結果、2020年現在までヴォシビルスク市電はオビ川を挟んで2つの路線網に分断された状態が続いている。車庫についても両路線網で1箇所づつ、合計2箇所への集約が実施された。
その一方で、残存した路線網については近代化が進んでおり、既存の車両の近代化に加えて新型超低床電車の導入が行われている。また、2016年には住宅地の開発に合わせて西側（西岸）の路線網の延伸が実施されている。

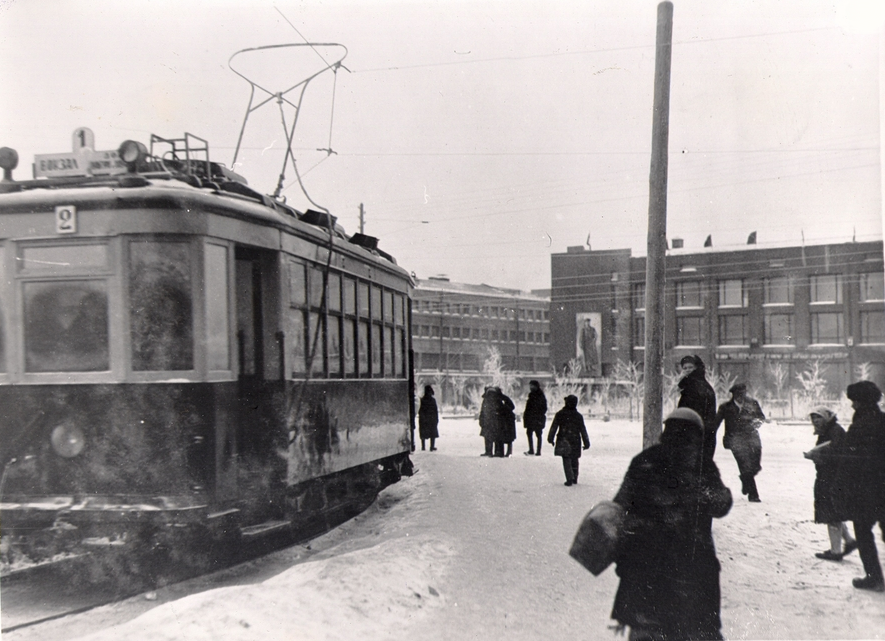
開業初年（1934年）のノヴォシビルスク市電
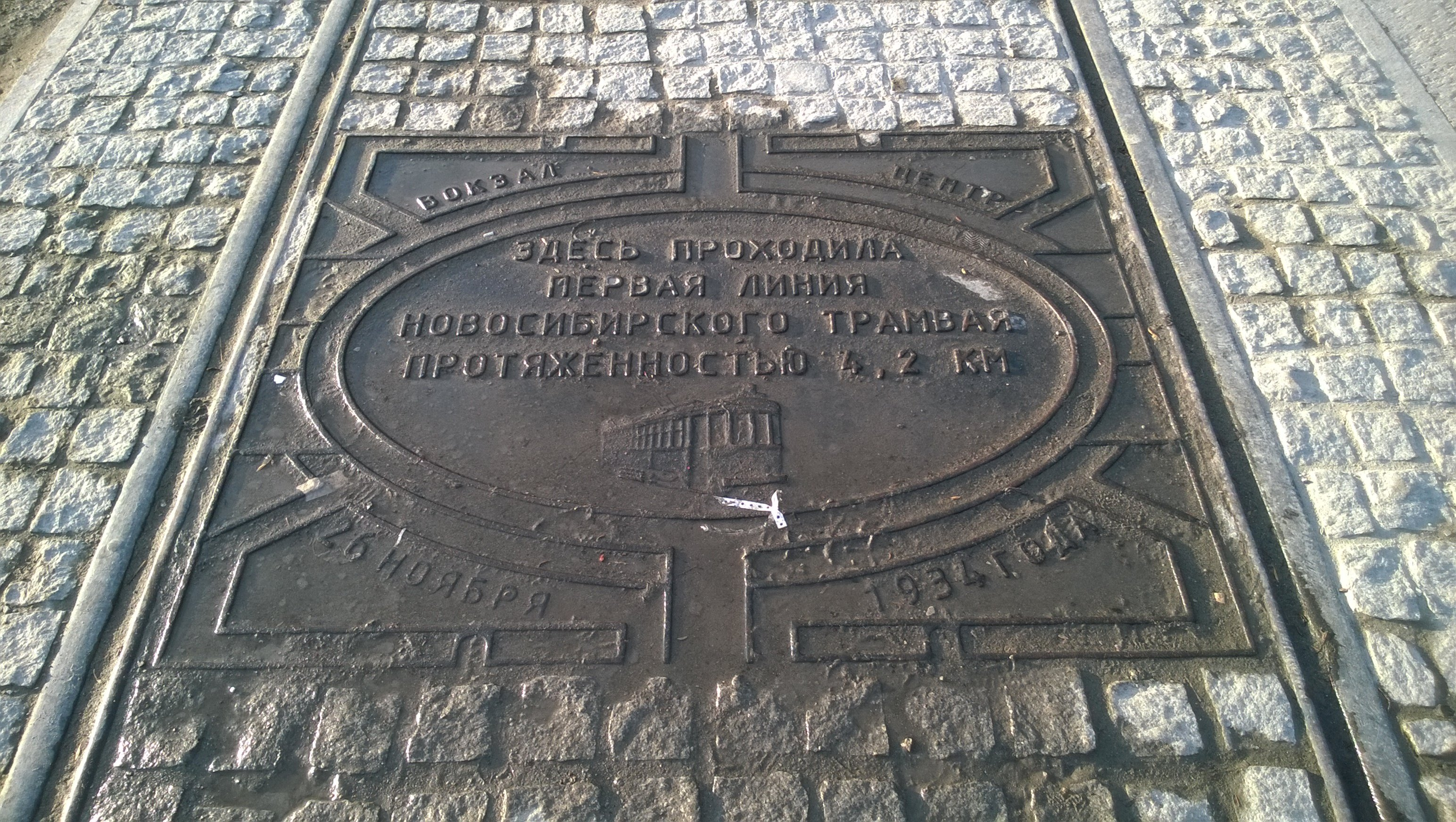
レーニン通りにある路面電車の記念碑（2015年撮影）

## 系統
2020年現在、ノヴォシビルスク市電はオビ川を挟んだ2つの路線網を有する。そのため両路線を乗り継ぐ際はトロリーバスや地下鉄（ノヴォシビルスク地下鉄）など他の交通機関への乗り換えが必要となる。東岸の路線網で使用されている車両は5番車庫（Филиал № 5 МКП ГЭТ）、西岸の路線網の車両は4番車庫（Филиал № 4 МКП ГЭТ）に所属する。
| 路線網・車庫   | 系統番号 | 起点                        | 終点                 | 備考                                         |
| -------------- | -------- | --------------------------- | -------------------- | -------------------------------------------- |
| 東岸 (5番車庫) | 11       | ПКиО "Сосновый бор"         | Золотая горка        |                                              |
| 東岸 (5番車庫) | 13       | Гусинобродское шоссе        | ул. Писарева         | 一部列車は超低床電車（部分超低床電車）を使用 |
| 東岸 (5番車庫) | 14       | Сад Мичуринцев              | Площадь Калинина     |                                              |
| 西岸 (4番車庫) | 2        | Микрорайон "Чистая Слобода" | М "Площадь К.Маркса" | 一部列車は超低床電車（部分超低床電車）を使用 |
| 西岸 (4番車庫) | 3        | Молкомбинат                 | М "Площадь К.Маркса" | 超低床電車（部分超低床電車）を使用           |
| 西岸 (4番車庫) | 8        | Микрорайон "Чистая Слобода" | ТЭЦ-2                |                                              |
| 西岸 (4番車庫) | 9        | ТЭЦ-2                       | Молкомбинат          |                                              |
| 西岸 (4番車庫) | 10       | Бугринская роща             | Хлебзавод            |                                              |
| 西岸 (4番車庫) | 15       | Бугринская роща             | Юго-Западный ж/м     | 一部列車は超低床電車（部分超低床電車）を使用 |
| 西岸 (4番車庫) | 16       | Юго-Западный ж/м            | М "Площадь К.Маркса" | 一部列車は超低床電車（部分超低床電車）を使用 |
| 西岸 (4番車庫) | 18       | Юго-Западный ж/м            | пос. Чемской         | 一部列車は超低床電車（部分超低床電車）を使用 |

## 車両
2024年時点で、ノヴォシビルスク市電で営業運転に使用されている、および導入を予定している形式は以下の通りである。

### 71-605（KTM-5M3）

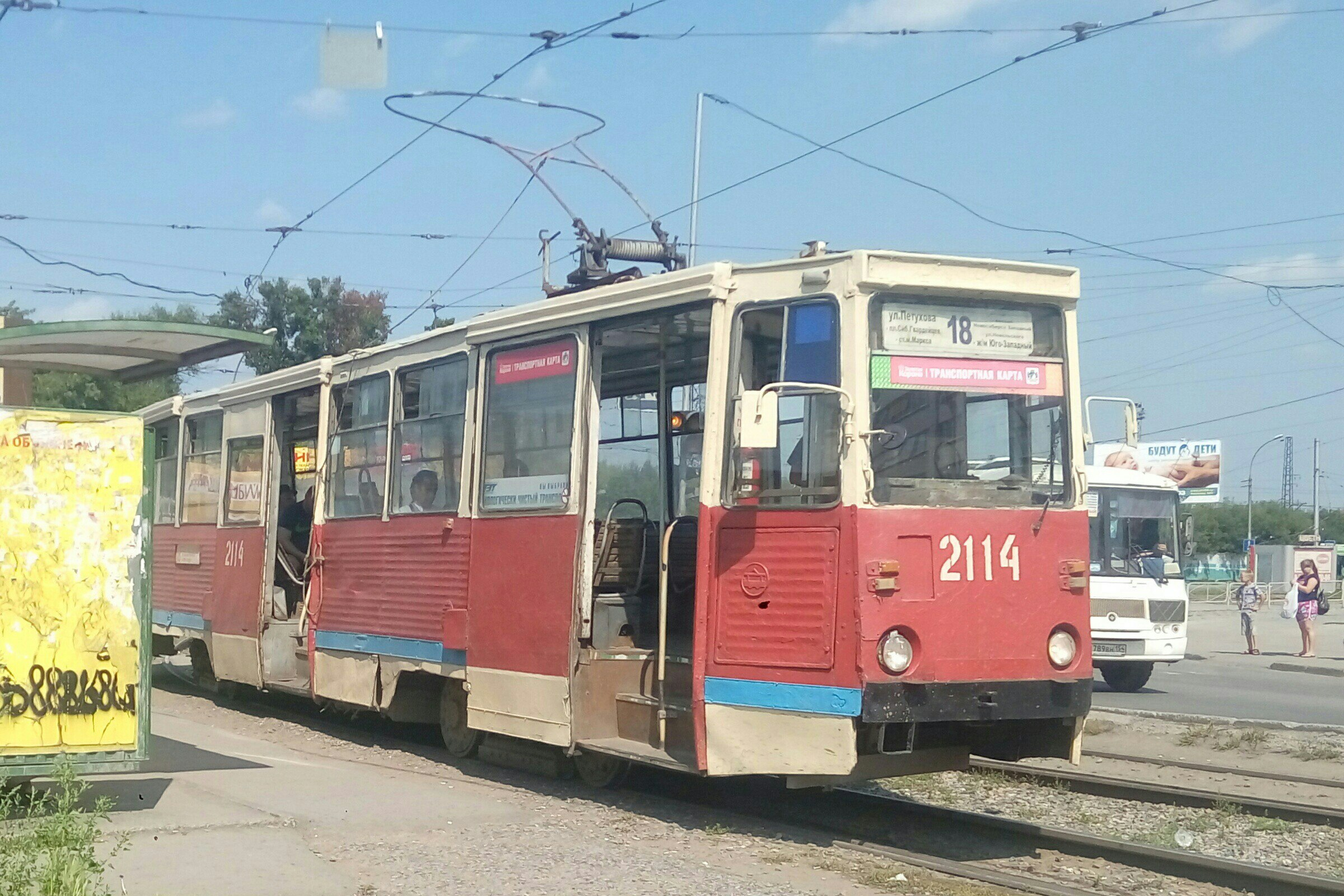
71-605

ソビエト連邦時代に大量生産が実施された、ウスチ＝カタフに工場を持つウスチ＝カタフスキー車両製造工場路面電車車両。2020年時点で残存する90両は1980年代後半から1990年代初期に製造された車両で、2004年以降は一部車両に対して近代化工事が行われたが、老朽化が進行している事から後述するモスクワ市電からの譲渡車両への置き換えやAKSM-62103への機器流用による廃車が進んでいる。

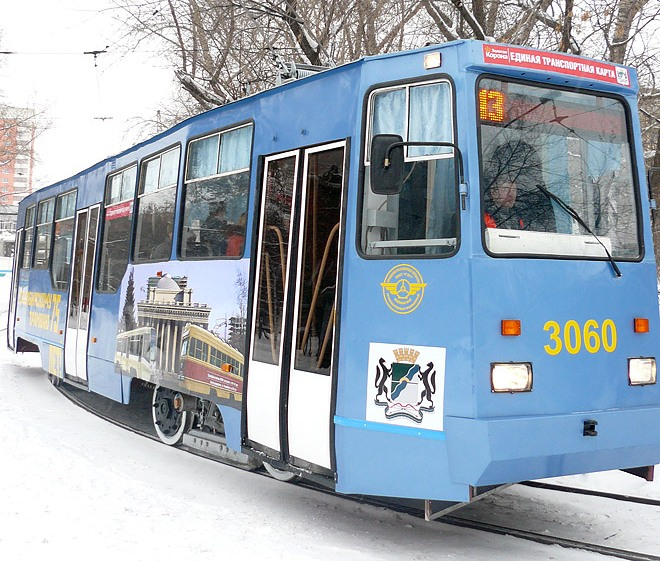
近代化工事を受けた車両（2009年撮影）

### 71-134（LM-99）

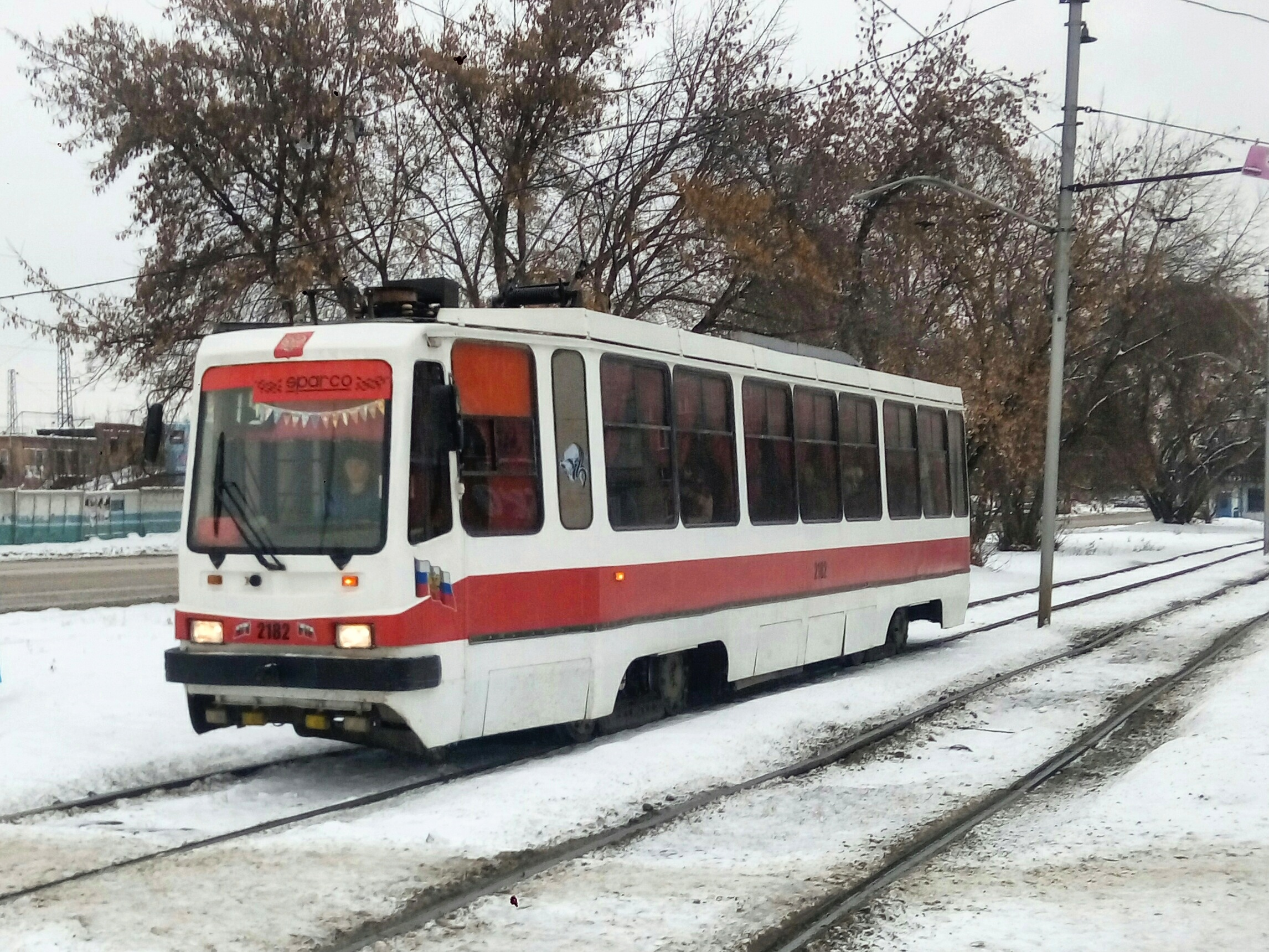
71-134（LM-99K）

サンクトペテルブルクのペテルブルク路面電車機械工場が展開した片運転台ボギー車。機器が異なる複数の車種が製造され、そのうちノヴォシビルスク市電には2001年にLM-99K（ЛМ-99К）が1両、2003年にLM-99KE（ЛМ-99КЭ）が2両導入された。

### 71-619KT（KTM-19KT）
ウスチ＝カタフスキー車両製造工場が1990年代から製造した片運転台ボギー車。ノヴォシビルスク市電には2008年に4両が導入された。

### AKSM-60102
ベラルーシの輸送用機器メーカーであるベルコムンマッシュ製のボギー車。ノヴォシビルスク市電には2011年に1両が導入されている。

### 71-623（KTM-23）

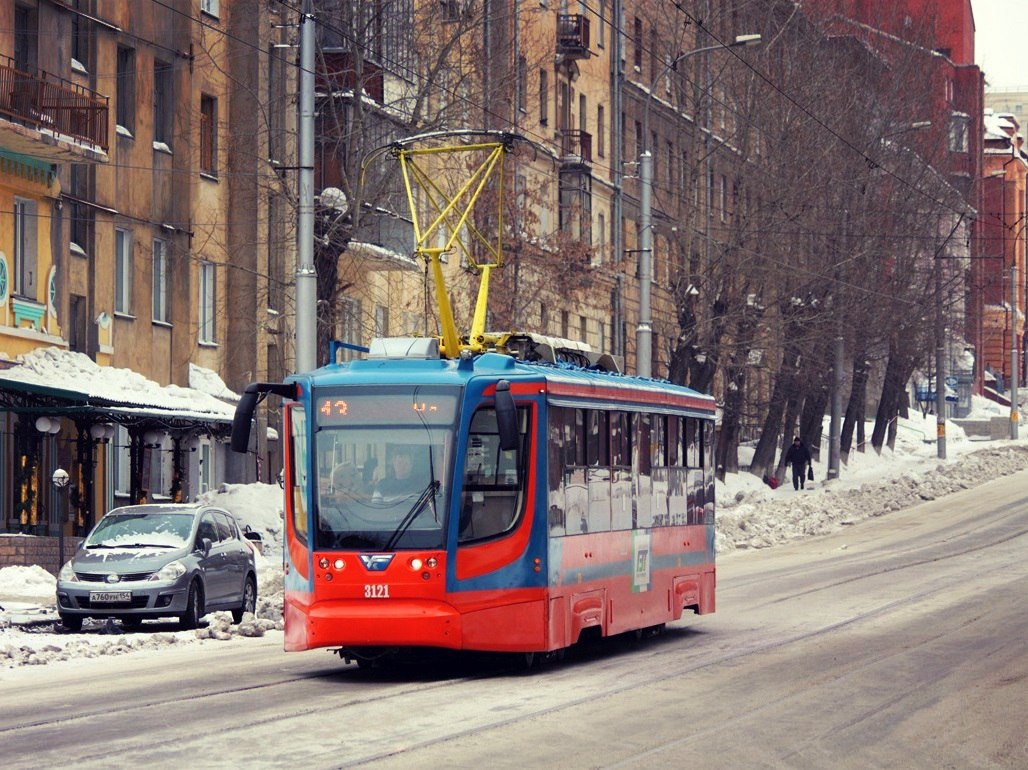
71-623

ウスチ＝カタフスキー車両製造工場が旧ソ連諸国へ向けて展開している部分超低床電車。ノヴォシビルスク市電には2012年に1両のみ導入されている。

### AKSM-62103

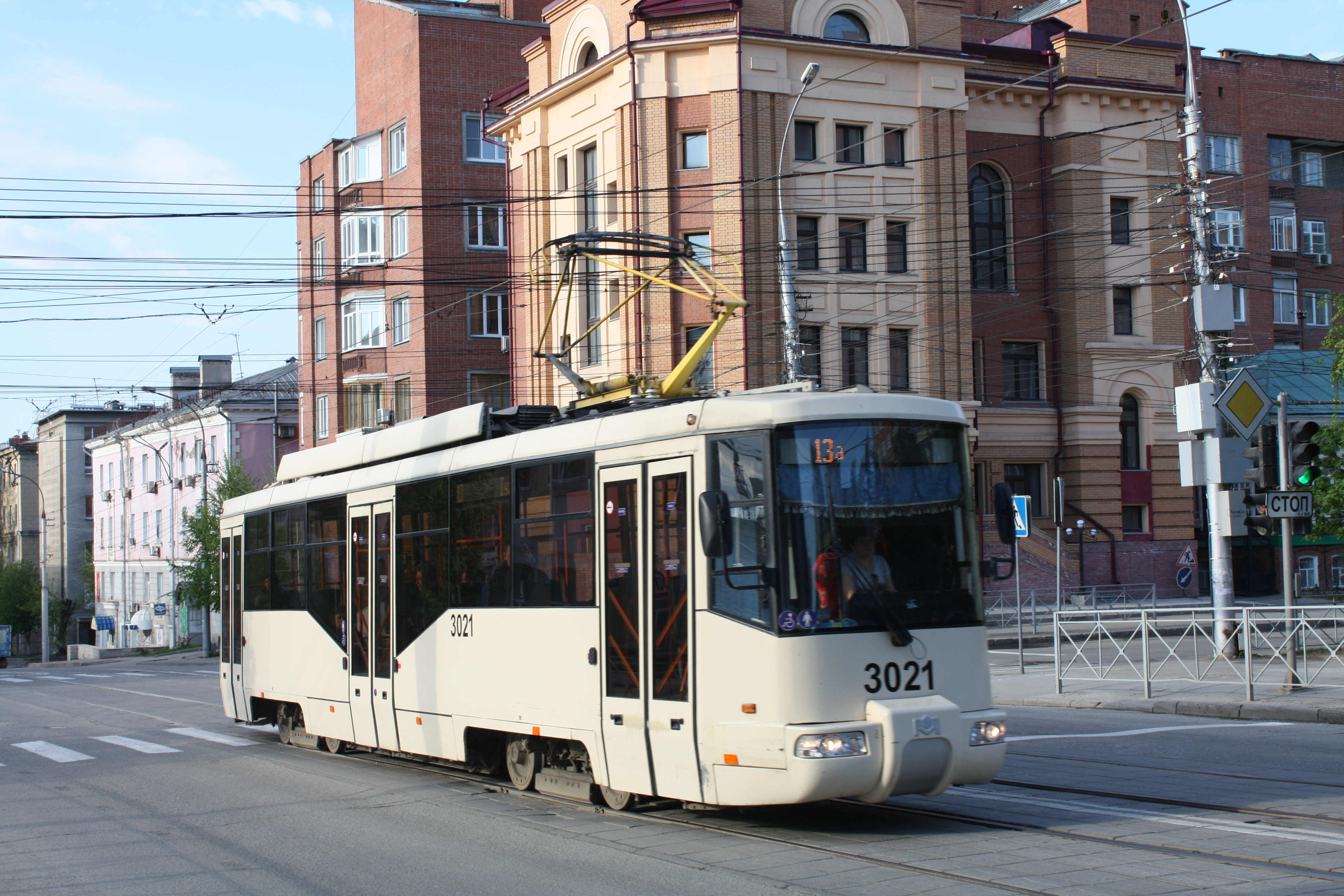
AKSM-62103

ベルコムンマッシュが展開する、車体中央部が低床構造となっている部分超低床電車。ノヴォシビルスク市電には2013年から2014年に導入された新造車（11両）と、2017年以降導入が行われている機器流用車が存在し、後者はベルコムンマッシュとシティエレクトロトランスポートの合資会社「BKMシベリア（БКМ-Сибирь）」によってKTM-5M3の部品を一部流用する形で製造が実施されている。両者を合わせた車両数は2024年の時点で46両であり、同年以降も6両の機器流用車が増備される予定である。

### タトラKT4DM

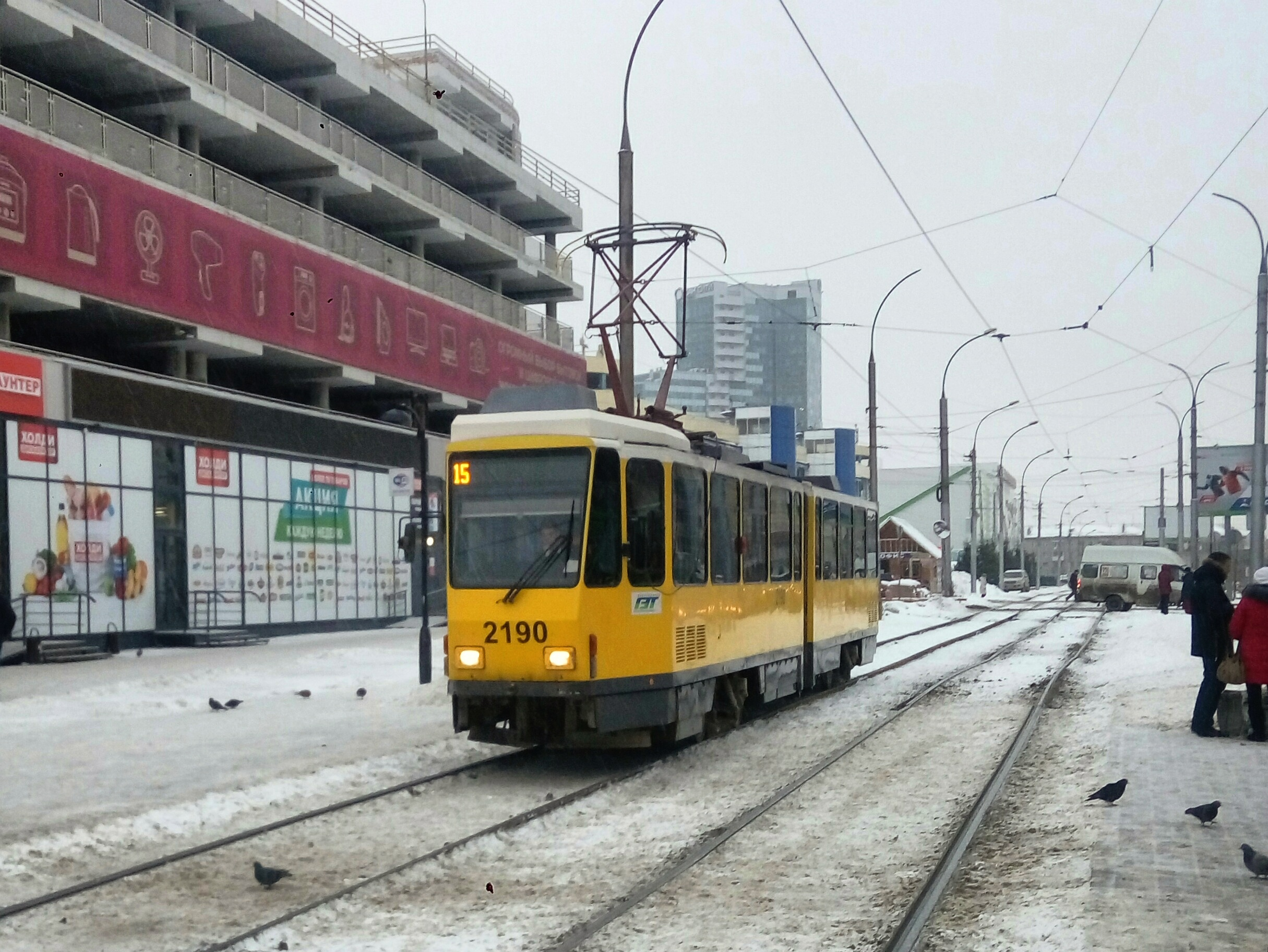
タトラKT4DM

元はドイツ（旧：東ドイツ）の首都・ベルリンのベルリン市電で使用されていた、チェコスロバキア（現：チェコ）製の小型2車体連接車。1990年代に機器の更新を始めとした改造工事が実施されたが、超低床電車の導入によって余剰となり、旧東側諸国各都市への譲渡が積極的に行われている。そのうちノヴォシビルスク市電に譲渡された車両は5両で、2015年から使用されている。

### 71-608KM（KTM-8KM）

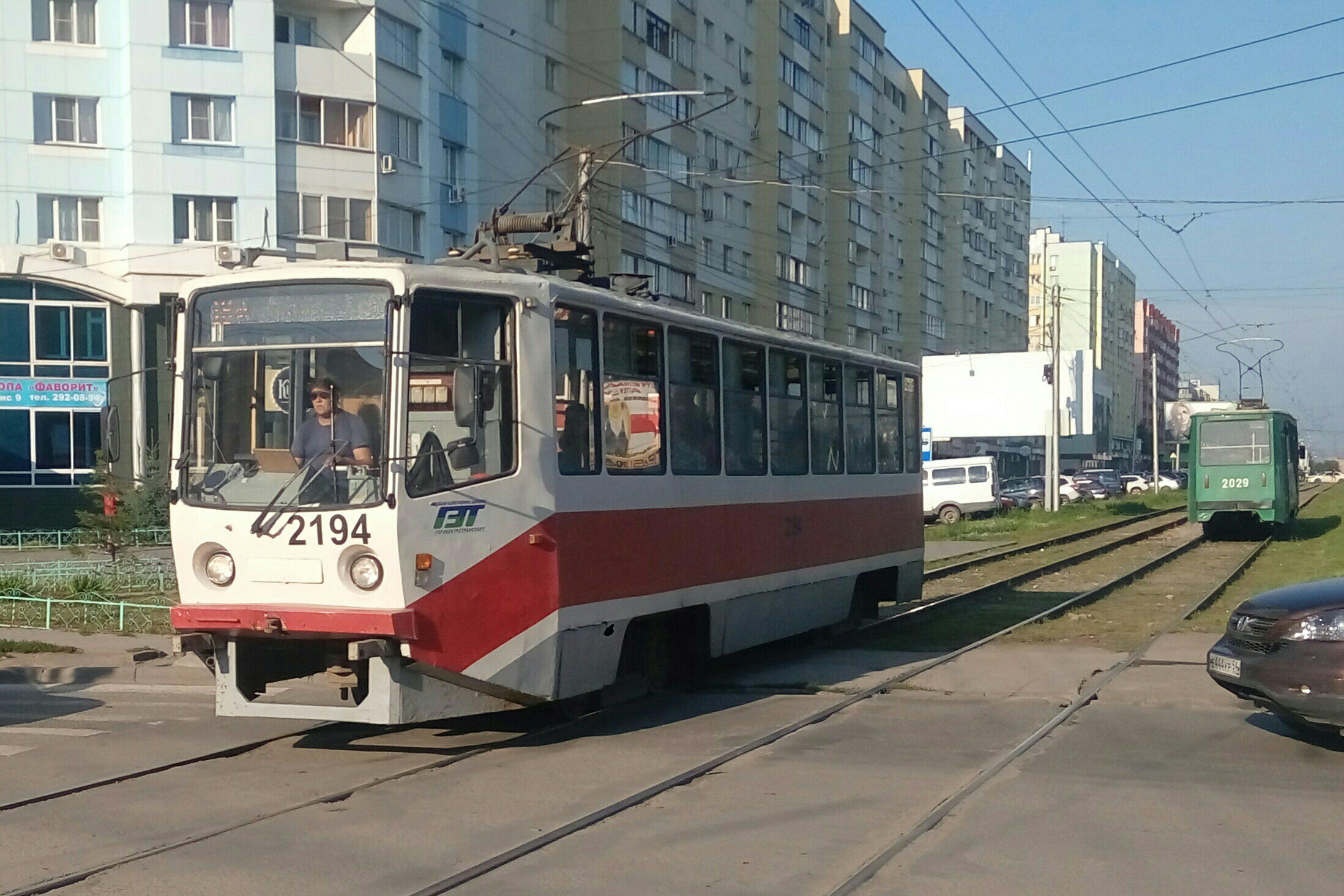
71-608KM

元はモスクワ市電で使用されていた、ウスチ＝カタフスキー車両製造工場製の車両。超低床電車の増備に伴い余剰となったが、そのうち9両がノヴォシビルスク市電の延伸に伴う車両増備目的で譲渡され、2016年以降営業運転に使用されている。また、運転教習用に運転室の面積を広く取り指導員用の椅子を増設した71-617も同時に1両が譲渡されている。

### 71-619K（KTM-19K）
71-608KMと同様に、元はモスクワ市電向けに製造された車両。71-619KT（KTM-19KT）と同型の車体を有するが電気機器が異なる。1999年から2012年にかけて243両が導入されたが超低床電車の増備により余剰となり、各都市への譲渡が実施されている。そのうち2000年 - 2005年製の20両は2019年以降モスクワ市電を運営するモスゴルトランスから無償で譲渡され、同年以降営業運転に使用されている。

### T701
ベルコムンマッシュが開発した、新設計の部分超低床電車。そのうちノヴォシビルスク市電に導入されるのは、71-605、71-608、71-619、71-134（LM-99）といった既存の高床式車両の部品を用いた機器流用車（車体更新車）で、2024年から2026年までに30両が実施される予定となっている。